# Soul Rebels
Soul Rebels es el segundo álbum de estudio de The Wailers, fue el primero en ser lanzado fuera de Jamaica. The Wailers se contactaron con el productor Lee Perry en agosto de 1970 para grabar un disco, la grabación duró hasta noviembre y fue realizada en el Randy's Studio 17, ubicado en Kingston, Jamaica. Primero fue lanzado en el Reino Unido por Trojan Records en diciembre de 1970, desde entonces ha sido reeditado varias veces por diferentes discográficas.

## Historia
Este fue su segundo álbum de estudio, puesto que años antes en 1965 había publicado su primer álbum titulado The Wailing Wailers, en cual no es exactamente un álbum convencional sino que reúne las canciones que han grabados y editado como sencillos, además que aquel álbum permaneció descatalogado por muchos años para después se reeditado en múltiples ocasiones,  el nombre de su primer producción se debe a que en ese entonces el grupo se llamaba así como The Wailing Wailers y a diferencia de los álbumes posteriores, las canciones estaban orientadas al género Ska, antes de lanzar su segundo álbum, para finales de la década, el grupo cambió de nombre a solo The Wailers, para entonces el grupo había tenido mucha experiencia al haber grabado y editado varias canciones como sencillo pero más orientadas a la música "reggae", como también cambiaron las temáticas de las canciones con las creencias rastafari, bajo la música "reggae" The Wailers años más tarde alcanzarían la fama mundial.
Tras el lanzamiento de Soul Rebels, el grupo grabaría el próximo álbum de nuevo con Lee Perry como productor, el siguiente álbum se tituló Soul Revolution en cual fue lanzado también en 1971, Soul Rebels es además también el primer álbum de The Wailers en contar como músicos a Aston Barrett como bajista y su hermano Carlton Barrett como batería, quienes formaron grupo de otro grupo musical de reggae llamado The Upsetters, grupo en cual ha sido liderado por el productor Lee Perry, los músicos de sesión incluidos los hermanos Barrett finalmente pasarían a formar el núcleo de The Wailers.

## Lista de canciones
Todas las canciones fueron compuestas por Bob Marley, excepto donde se indique:  

### Cara A
1. "Soul Rebel" - 3:22
2. "Try Me" - 2:50
3. "It's Alright" - 2:39
4. "No Sympathy" (Peter Tosh) - 2:18
5. "My Cup" (James Brown) - 3:39
6. "Soul Almighty" - 2:45

### Cara B
1. "Rebel's Hop" (Curtis Mayfield, Norman Whitfield, Barrett Strong, Marley) - 2:43
2. "Corner Stone" - 2:33
3. "400 Years" (Tosh) - 2:37
4. "No Water" - 2:12
5. "Reaction" - 2:46
6. "My Sympathy" - 2:45

### Edición CD Remasterizado
Se incluyeron nuevas canciones o versiones alternas de otras canciones:
1. "Soul Rebel" - 3:22
2. "Try Me" - 2:50
3. "It's Alright" - 2:39
4. "No Sympathy" (Tosh) - 2:18
5. "My Cup" (Brown) - 3:39
6. "Soul Almighty" - 2:45
7. "Rebel's Hop" (Mayfield, Whitfield, Strong, Marley) - 2:43
8. "Corner Stone" - 2:33
9. "400 Years" (Tosh) - 2:37
10. "No Water" - 2:12
11. "Reaction" - 2:46
12. "My Sympathy" - 2:45
13. "Dreamland" (Neville Livingston) - 2:44
14. "Dreamland" (Version) (Livingston) - 2:36
15. "Dracula" (Perry) - 2:55
16. "Soul Rebel" (Version 4) (Marley) - 2:54
17. "Version of Cup"  (Perry) - 3:13
18. "Zig Zag"  (Perry) - 3:24
19. "Jah Is Mighty"  (Marley) - 2:26
20. "Brand New Second Hand" (Tosh) - 3:11
21. "Brand New Second Hand" (Version) (Tosh) - 3:05
22. "Downpresser" (Tosh) - 3:16

## Créditos
- Bob Marley – voz
- Peter Tosh – voz
- Bunny Wailer – voz
- Alva Lewis – guitarra
- Glen Adams – teclado
- Aston Barrett – bajo
- Carlton Barrett – batería
- Lee Perry – productor

- Datos: Q1187255